# Johannes von Wilenstein

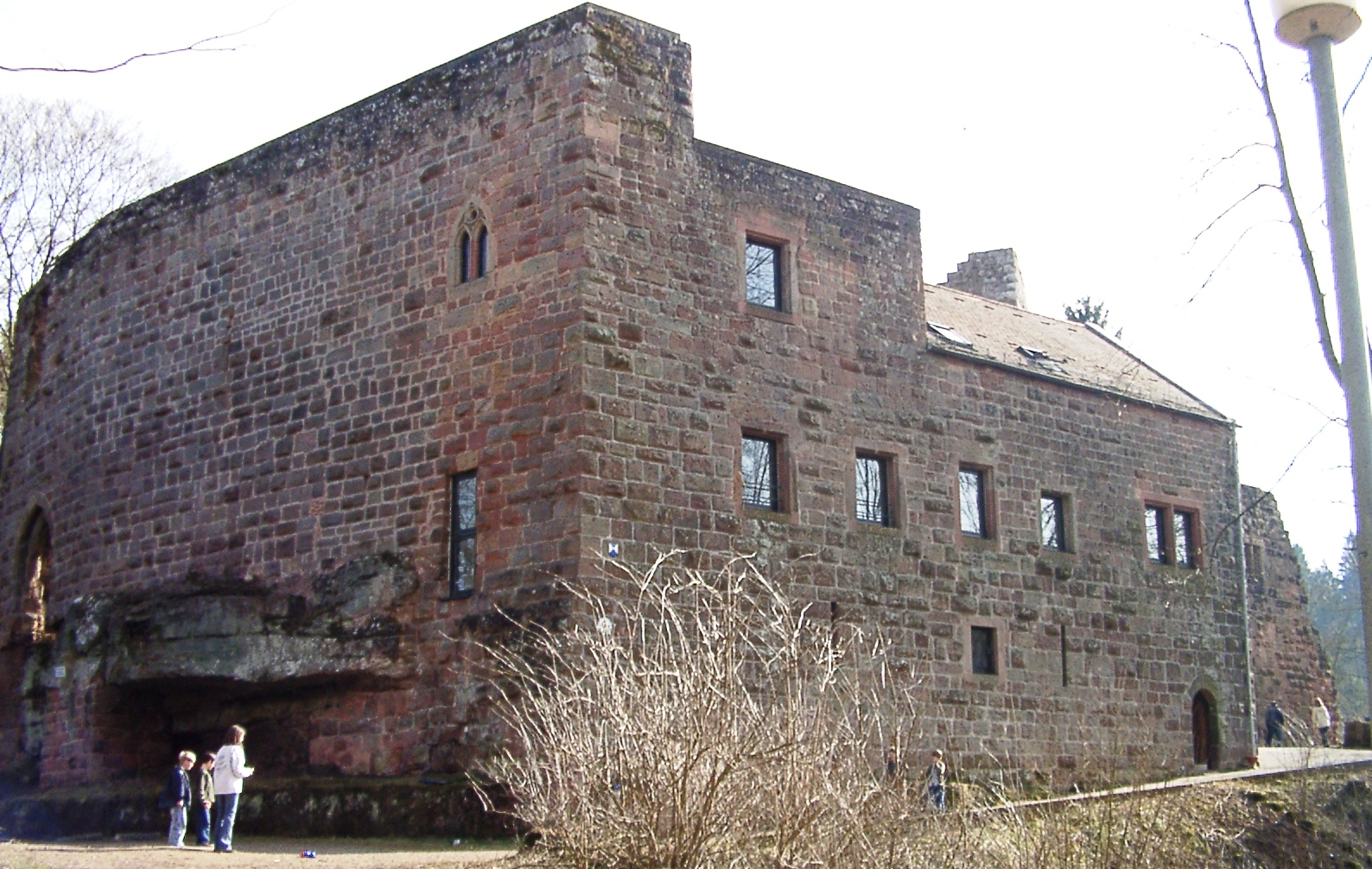
Burg Wilenstein

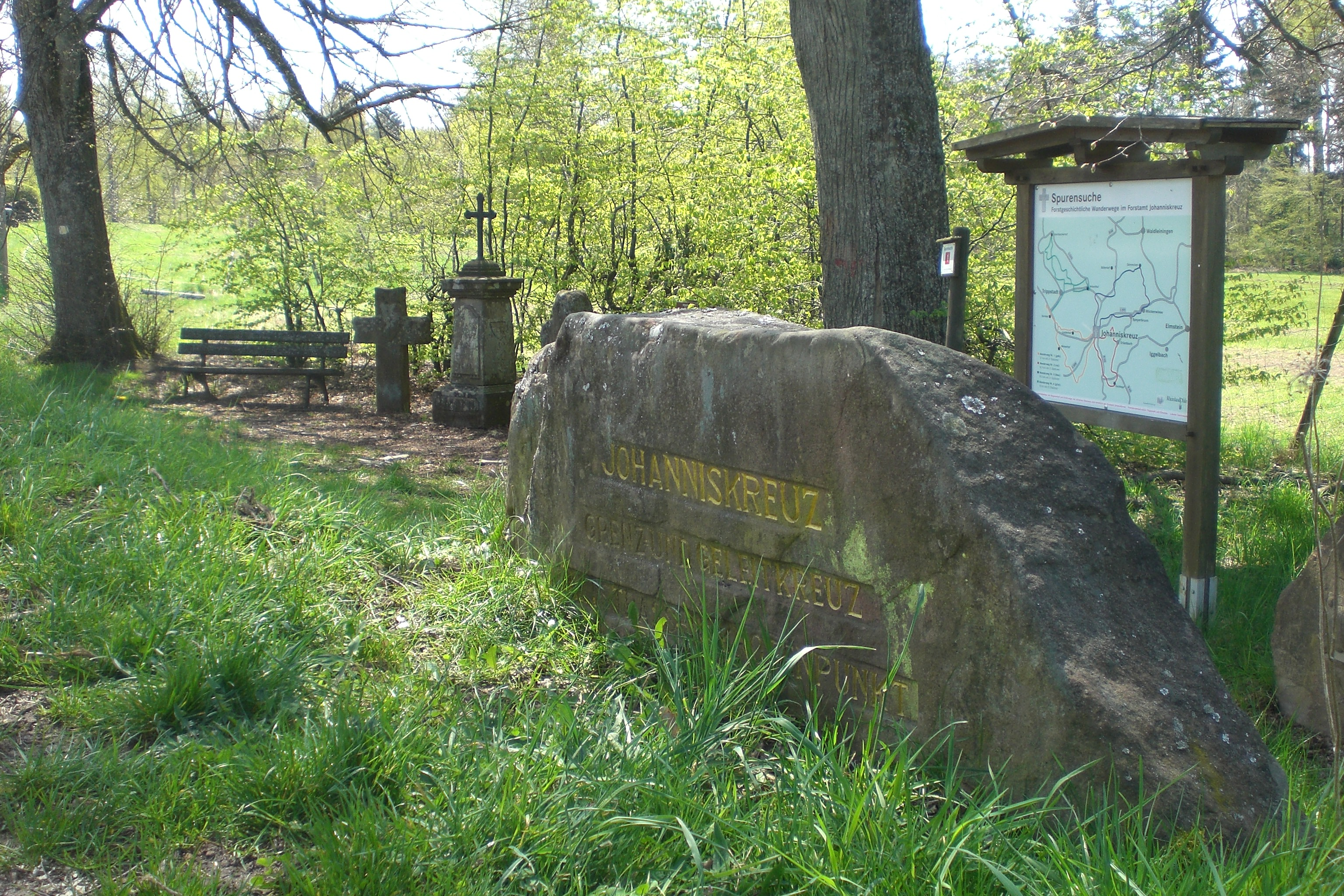
Johanniskreuz: Vorne der Ritterstein Nr. 111, im Hintergrund drei Kreuze, von denen das linke dreimal das Wappen des Johannes von Wilenstein trägt

Johannes von Wilenstein war ein Ritter, der im 13. Jahrhundert auf Burg Wilenstein im nordwestlichen Pfälzerwald (heutiges Rheinland-Pfalz) lebte. Er blieb möglicherweise ohne männliche Nachkommen, da das Adelsgeschlecht im Jahr 1300 ausstarb.

## Burg Wilenstein
Die Burg Wilenstein, der Stammsitz der Familie, war in der Mitte des 12. Jahrhunderts von den Stauferkaisern erbaut worden. Sie liegt in 400 m Höhe rechts oberhalb des Karlstals der Moosalb bei Trippstadt. Den Wilensteinern, die zum niederen Adel gehörten und vermutlich von den Wartenbergern abstammten, wurde sie als Lehen übertragen, das mit dem Aussterben des Geschlechts endete. Die Familie erhielt ihren Namen nach der Burg. In der teilrestaurierten Burg wird heute eine private Einrichtung betrieben, die sich Jugendheim Burg Wilenstein nennt und hauptsächlich für Freizeitaufenthalte von Schulklassen, kirchlichen Gruppen und Vereinen genutzt wird.

## Weiler Johanniskreuz
Nach Johannes von Wilenstein, der in zahlreiche Fehden verwickelt war, ist der Weiler Johanniskreuz benannt. Dieser liegt 7 km südöstlich der Burg auf der Pfälzischen Hauptwasserscheide und gehört heute zur Ortsgemeinde Trippstadt. 1269 vergriff sich Ritter Johannes hier an einem steinernen Kreuz, das Ritter Reinhart von Hohenecken als Hoheitszeichen für sein Zoll- und Geleitrecht hatte errichten lassen, und ließ dreimal sein eigenes Wappen einmeißeln. Des „Herrn Johanns Creutz“ wurde 1551 erstmals urkundlich erwähnt und existiert heute noch real sowie im Ortsnamen.